# Pensieri e parole/Insieme a te sto bene
Pensieri e parole/Insieme a te sto bene è il decimo singolo da interprete di Lucio Battisti, pubblicato in Italia nel 1971.

## Descrizione
L'immagine di copertina del singolo è tratta dalla stessa session fotografica in cui vennero scattate le fotografie per l'album Amore e non amore, realizzate dal fotografo Silvio Nobili.
Entrambi i brani furono inseriti pochi mesi dopo nell'album Vol. 4.

## I brani

### Pensieri e parole
La peculiarità del brano sta nell'intreccio di due melodie distinte, le quali sono prima cantate separatamente per poi fondersi successivamente e nella seconda strofa. Lo stesso ritornello prevede un impasto vocale nella seconda metà dello stesso. Le due voci suggeriscono, dal titolo della canzone, l'accavallarsi dei pensieri e delle parole durante un confronto tra due innamorati in un momento cruciale della loro relazione. Si trova alla posizione numero 46 nella classifica dei 200 migliori brani nella storia della musica italiana secondo Rolling Stones.
Lo stesso Battisti ha interpretato il motivo in playback, durante la trasmissione televisiva Teatro 10, sovrapponendo due immagini di sé per ciascuna delle parti vocali.
Del brano Pensieri e parole esiste un'altra versione diversa da quella pubblicata nel singolo e nella maggior parte degli album o delle raccolte, della durata di 5 minuti e 14 secondi (contro i 3 minuti e 55 secondi della versione più diffusa). Tale versione è identica a quella nota, ma alla fine del brano si aggiunge una coda orchestrale realizzata dall'arrangiatore Gian Piero Reverberi e da Battisti stesso. Questa versione è stata pubblicata nelle antologie Tutto Battisti (1975), Profili musicali nº 21 (1982) e Il meglio di Lucio Battisti (1984); oggi è possibile trovarla in commercio nella raccolta Rarities (2020). A tutt'oggi (2024) ancora non si è fatta chiarezza sul perché venne realizzata questa coda strumentale. 

#### Cover
Nel 1991 Mia Martini con Maurizio Giammarco incide sia la versione studio nell'album tributo Ci ritorni in mente, sia la versione live in Mia Martini in concerto (da un'idea di Maurizio Giammarco).
Nel 2007 Massimo Ranieri ne interpreta una versione nel suo doppio CD Canto perché non so nuotare...da 40 anni. Il brano è il tredicesimo del secondo CD.
Nel 2009 Svetlana Tchernykh ne interpreta una versione in russo dal titolo Баллада о словах и мыслях per l'album Черных поёт Баттисти.
Il 16 dicembre 2011, il comico Maurizio Crozza ne ha eseguito una cover satirica, intitolandola Il finanziere e l'evasore. Nella versione, trasmessa nel corso del programma Italialand sulla rete televisiva LA7, Crozza impersona un militare della Guardia di Finanza che duetta con un evasore fiscale. Alcune parti della canzone parafrasano fedelmente il testo originale messo in musica da Lucio Battisti. Questa cover è stata in seguito reinterpretata dallo stesso Crozza in altre varianti

#### Formazione
- Lucio Battisti - voce, chitarra acustica
- Damiano Dattoli - basso
- Franz Di Cioccio - batteria
- Franco Mussida - chitarra acustica
- Alberto Radius - chitarra elettrica
- Flavio Premoli - tastiera
- Dario Baldan Bembo - organo Hammond

### Insieme a te sto bene
Dato che le edizioni musicali di questo brano sono Acqua azzurra/El' & Chris, si può presumere che sia stato composto precedentemente, comunque non oltre il 1969 (dopo questa data tutti i brani furono pubblicati solo dalla Acqua azzurra).
Il testo parla di un uomo piuttosto semplice ed ingenuo, che si incontra con una prostituta e non riesce ad accettare il suo ruolo («la donna è donna e tu una donna sei/che importa cosa fai»), invitandola a rimanere con sé.
Fa parte dei brani eseguiti da Battisti nella trasmissione radiofonica Per voi giovani nell'autunno del 1971.

#### Formazione
- Lucio Battisti - voce, chitarra acustica
- Giorgio Piazza o Damiano Dattoli - basso
- Franz Di Cioccio - batteria
- Alberto Radius - chitarra elettrica
- Dario Baldan Bembo - organo Hammond

## Tracce
Lato A
1. Pensieri e parole – 3:55 (testo: Mogol – musica: Lucio Battisti; edizioni musicali Acqua azzurra)

Lato B
1. Insieme a te sto bene – 3:48 (testo: Mogol – musica: Lucio Battisti; edizioni musicali Acqua azzurra, El' & Chris)

### Successo
Il singolo raggiunse la prima posizione della classifica italiana e vi rimase per tre mesi (per un totale di quattordici settimane). Fu inoltre il singolo più venduto del 1971 in Italia.
| Nº  | Settimana         | Posizione |
| --- | ----------------- | --------- |
| 1   | 29 maggio 1971    | 3         |
| 2   | 5 giugno 1971     | 1         |
| ... | ................  | 1         |
| 15  | 4 settembre 1971  | 1         |
| 16  | 11 settembre 1971 | 3         |
| 17  | 18 settembre 1971 | 5         |
| 18  | 25 settembre 1971 | 6         |
| 19  | 2 ottobre 1971    | 6         |
| 20  | 9 ottobre 1971    | 9         |